# Pseudogarypinus costaricensis
Pseudogarypinus costaricensis es una especie de arácnido del orden Pseudoscorpionida de la familia Olpiidae.

## Distribución geográfica
Se encuentra en Costa Rica.